# Vlaamse Journalisten Vereniging
De Vlaamse Journalisten Vereniging (VJV) is een belangenorganisatie van Vlaamse journalisten. De organisatie is gehuisvest in het Internationaal Perscentrum Vlaanderen (IPV) te Antwerpen. De VJV is met name sterk vertegenwoordigd onder journalisten die dat werk freelance en/of als nevenberoep doen.

## Bestuur
Godelieve Vaesen was voorzitter van de vereniging tot december 2007 en werd toen opgevolgd door Hilde van Gool, internetjournaliste. Sinds 1 januari 2010 is Walter van den Branden, voorheen docent audiovisuele communicatie aan de Antwerpse Plantijn Hogeschool, de nieuwe voorzitter.
De VJV stelt onder meer te ijveren voor het uitbreiden van privileges die aan beroepsjournalisten verleend worden, zodat ook niet fulltime journalisten deze privileges kunnen genieten, zoals bescherming van het brongeheim, accreditaties voor persvoorstellingen, enzovoorts. 
De VJV werd in 1965 opgericht uit onvrede met de Belgische journalistenbond, die toentertijd zowel Nederlands- als Franstalige journalisten verenigde.  

## Perskaart
De VJV beijvert zich ervoor ook haar leden een officiële perskaart te kunnen uitreiken. Anno 2017 is dat (nog) niet het geval. Wel verstrekt de vereniging aan haar leden een eigen verenigingsperskaart. 